# Castres (Aisne)
Castres ist eine französische Gemeinde mit 247 Einwohnern (Stand: 1. Januar 2022) im Département Aisne in der Region Hauts-de-France; sie gehört zum Arrondissement Saint-Quentin und zum Kanton Saint-Quentin-3. Die Einwohner werden Castrais genannt.

## Geografie
Die Gemeinde Castres liegt etwa sechs Kilometer südwestlich von Saint-Quentin an der Somme und am parallel verlaufenden Canal de Saint-Quentin. Nachbargemeinden von Castres sind Dallon im Nordwesten und Norden, Grugies im Norden und Osten, Essigny-le-Grand im Südosten und Süden, Contescourt im Südwesten und Westen sowie Fontaine-lès-Clercs im Westen und Nordwesten.

## Bevölkerungsentwicklung
| Jahr                       | 1962 | 1968 | 1975 | 1982 | 1990 | 1999 | 2011 | 2021 |
| Einwohner                  | 197  | 183  | 170  | 141  | 156  | 164  | 234  | 249  |
| Quellen: Cassini und INSEE |      |      |      |      |      |      |      |      |

## Sehenswürdigkeiten

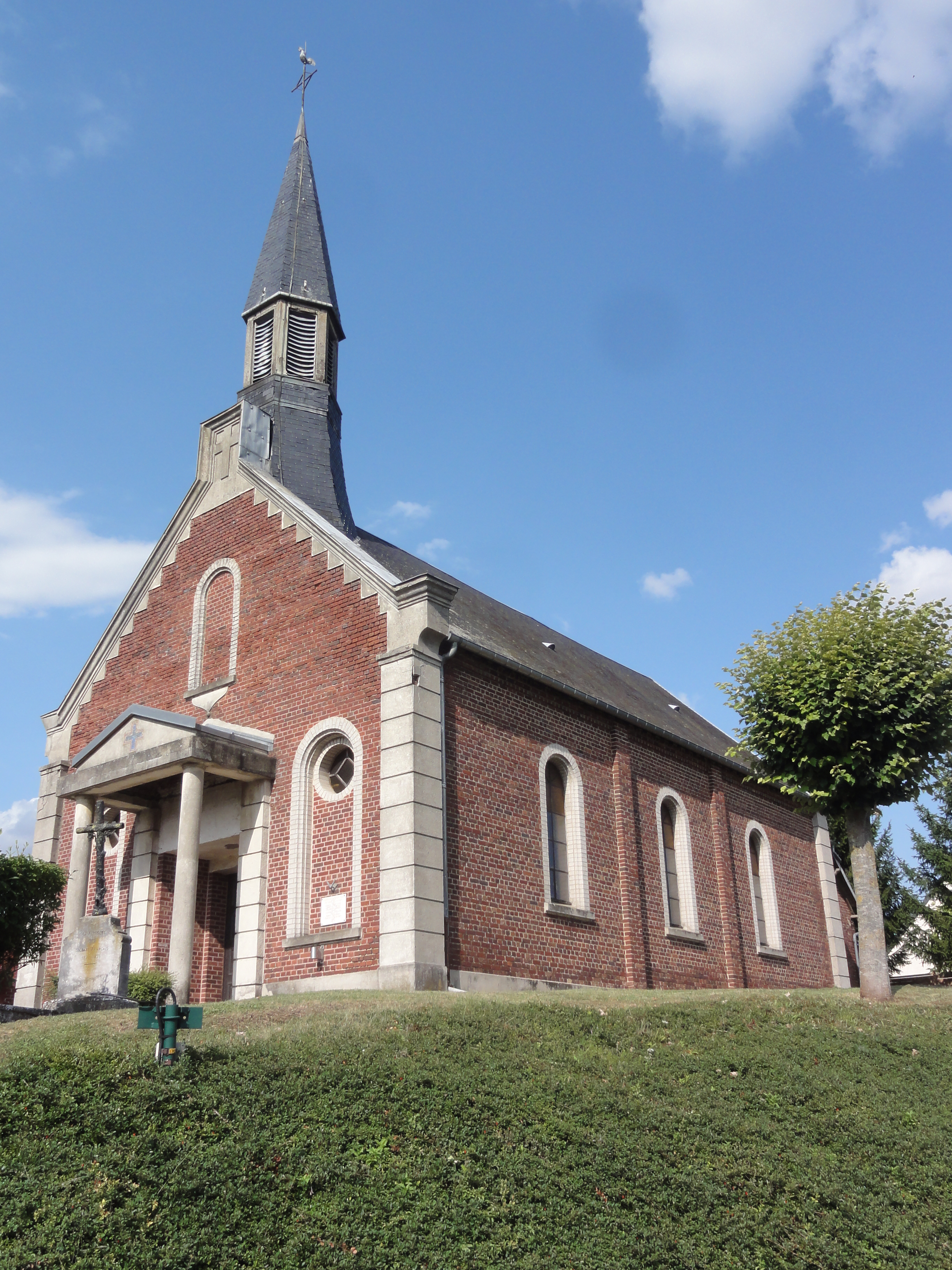
Kirche Saint-Quentin

- Kirche Saint-Quentin